# Lancia Fulvia
Lancia Fulvia – kompaktowy samochód osobowy produkowany przez włoską firmę Lancia w latach 1963–1976. Dostępny jako 4-drzwiowy sedan lub 2-drzwiowe coupé. Następca modelu Appia. Do napędu używano silników V4 o pojemnościach: 1,1, 1,2, 1,3 lub 1,5 litra. Moc przenoszona była na oś przednią poprzez 4-biegową manualną skrzynię biegów. Samochód został zastąpiony przez model Beta.

## Dane techniczne
Źródło:

### Silnik
- VR4 1,3 l (1298 cm³), 2 zawory na cylinder, 2 wałki rozrządu, po jednym na rząd cylindrów (SOHC)
- Układ zasilania: gaźnik
- Średnica × skok tłoka: 77,00 mm × 69,70 mm
- Stopień sprężania: 9,0:1
- Moc maksymalna: 88 KM (64,9 kW) przy 6000 obr./min
- Maksymalny moment obrotowy: 114 N•m przy 4500 obr./min

### Osiągi
- Przyspieszenie 0-100 km/h: 14,2 s
- Prędkość maksymalna: 164 km/h

## Galeria

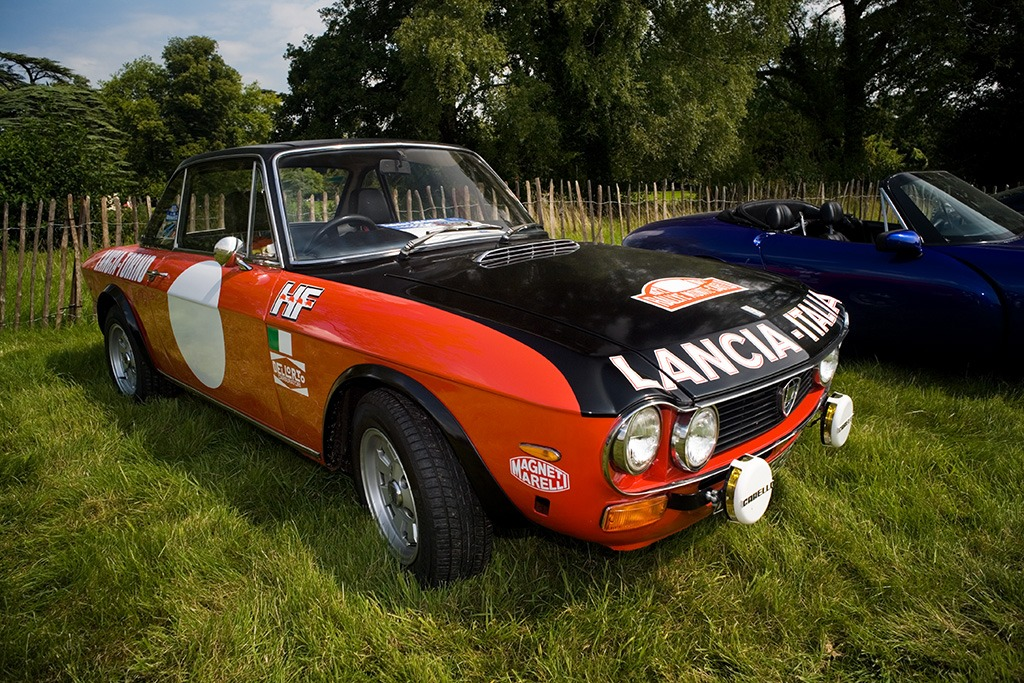
Rajdowa wersja Lancii Fulvia
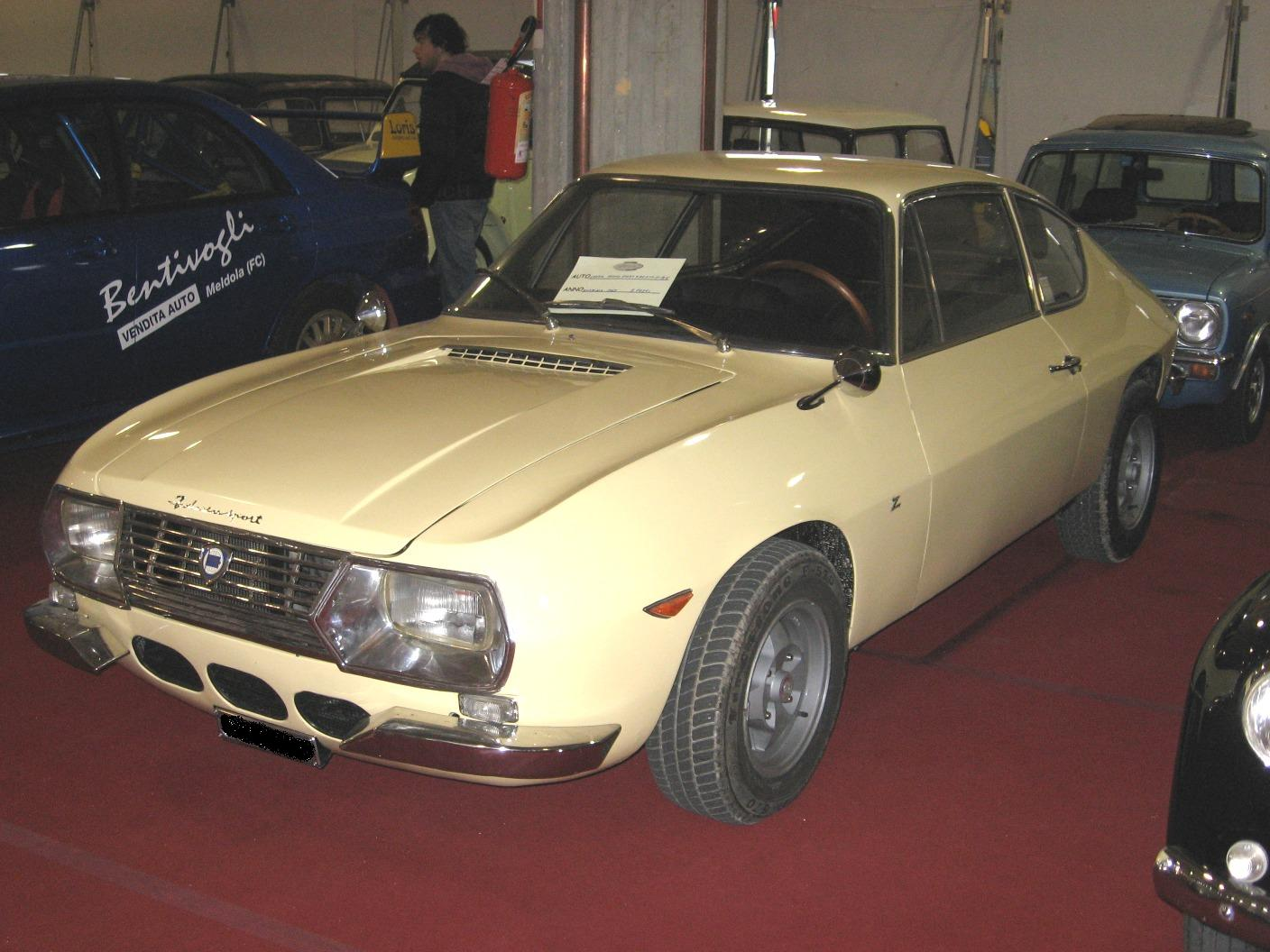
Lancia Fulvia Sport Zagato
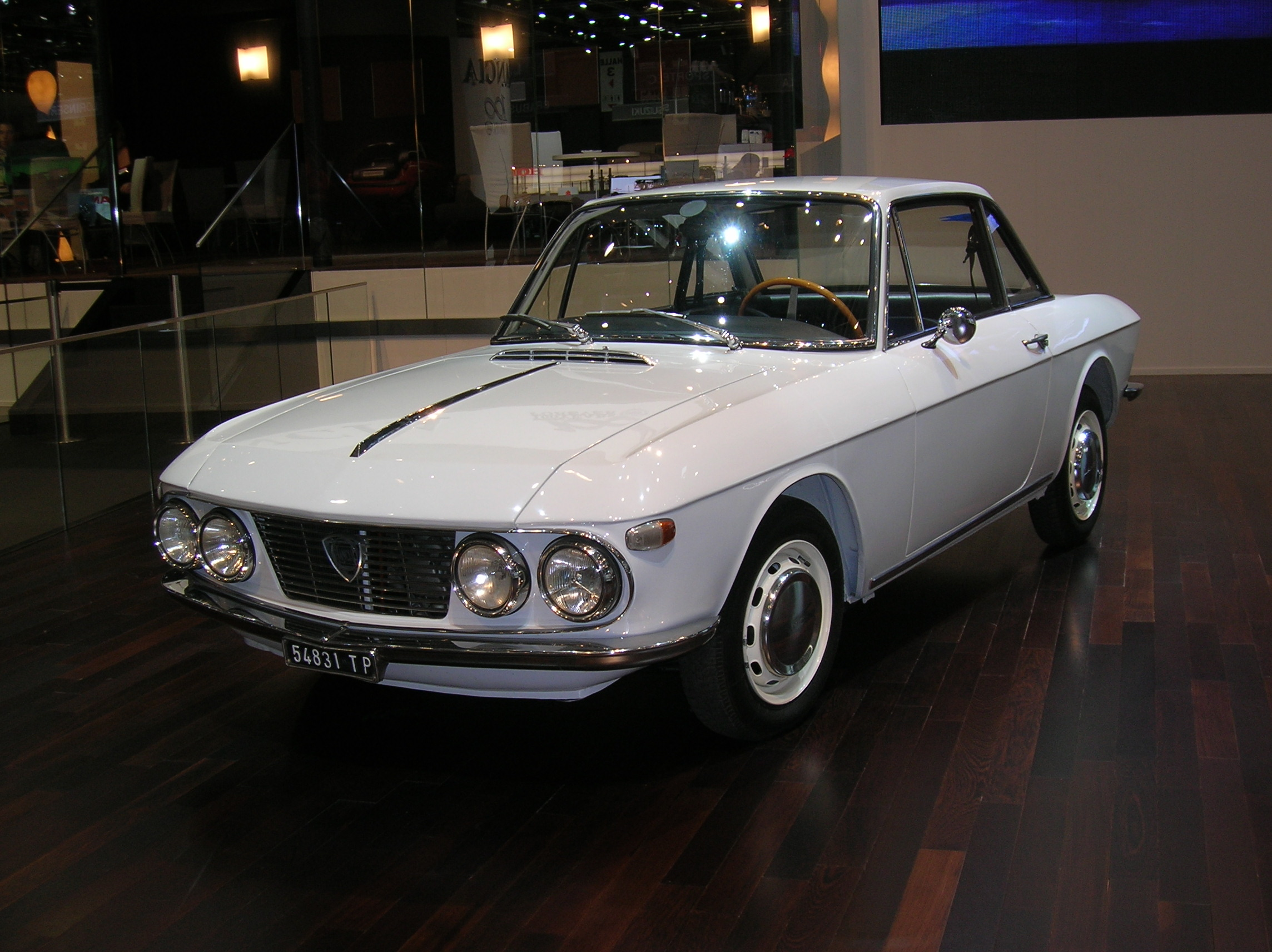
Lancia Fulvia Coupé
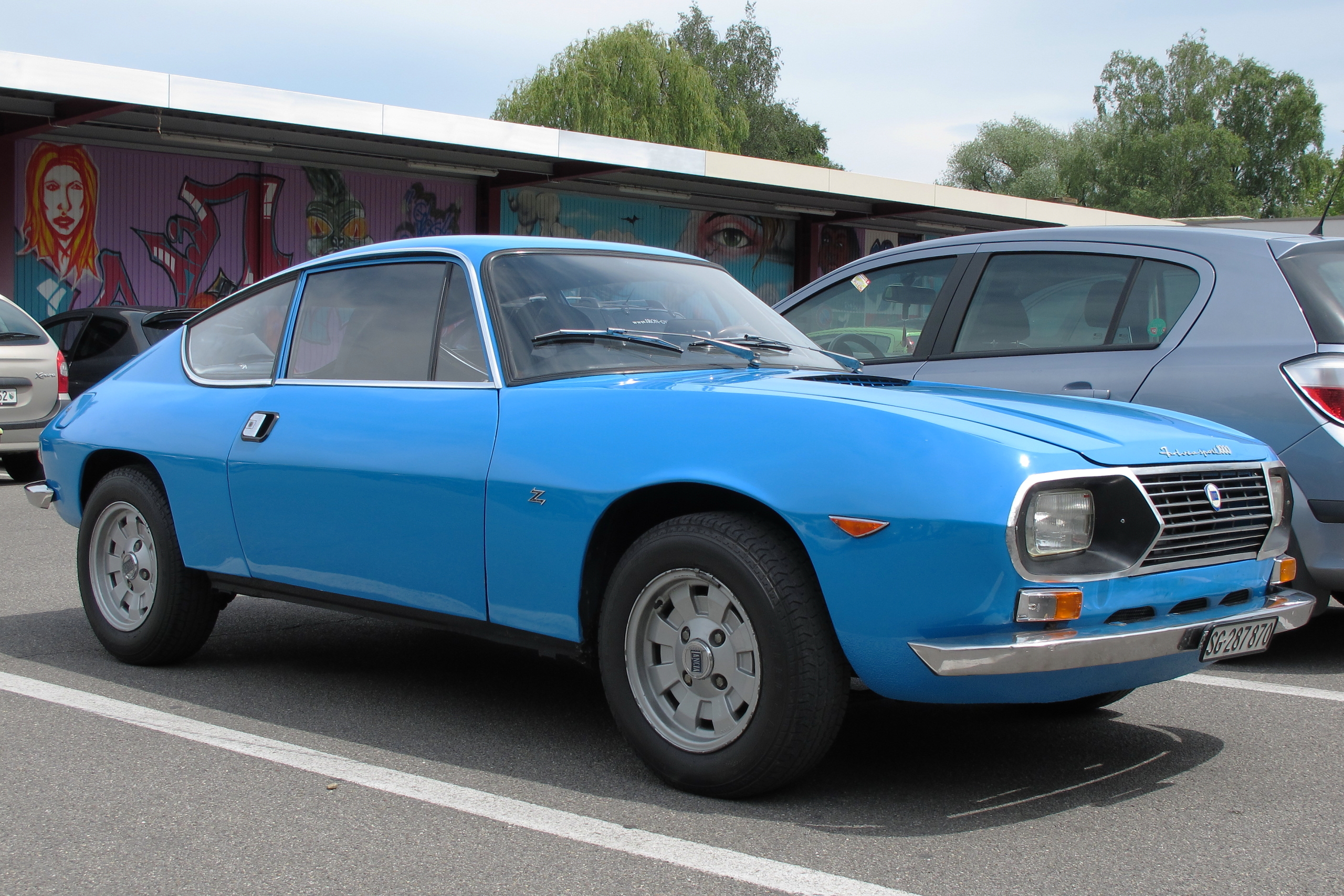
Lancia Fulvia Sport 1600 Zagato